# 高梨內記
高梨內記（Takanashi Naiki, ？-1615年）戰國時代 及江戶時代初期的武將。「內記」為官位名，實名不詳。

## 略歷
江戶時代末期（幕末），松代藩家臣河原綱德在其著作中提到內記，認為他可能是高梨政頼的子女或後裔，並推測高梨政頼的女兒（或妹妹）嫁給了真田信綱，因此內記成為真田氏的家臣。然而，這一說法的可信度較低。
一般而言，內記擔任真田信繁的傅役，兒子采女是他的乳兄弟 }}，女兒則成為其側室，因此內記與真田信繁之間有著極為密切的關係。
天正13年（1585年），內記在第一次上田合戰中立下戰功。
慶長5年（1600年）關原之戰後，德川家康 命真田昌幸 、信繁前往九度山 蟄居，當時有16名家臣跟隨，內記為其中一人。
慶長16年（1611年），昌幸去世後，大部分家臣返回舊領上田藩投靠藩主真田信之，但內記與其兒子選擇留在九度山，並於慶長19年(1614年)隨信繁進入大坂城。
最終，於慶長20年（1615年）的大阪夏之陣中，與信繁一同戰死。
內記的女兒為信繁的側室，育有二女，為信繁之次女（市）、三女（梅）。
三女梅在大坂城落城時被仙台伊達氏家臣片倉重長救護，並成為其繼室。然而，也有說法認為梅的母親是信繁的正室竹林院，即大谷吉繼的女兒。如果此說屬實，則內記與阿梅之間並無血緣關係。

## 注腳

### 出處
1. ↑  丸島和洋 2016，第208-209頁.
2. 1 2 3 4 5  丸島和洋 2015，第227頁.